# Athletic Club of St. Louis

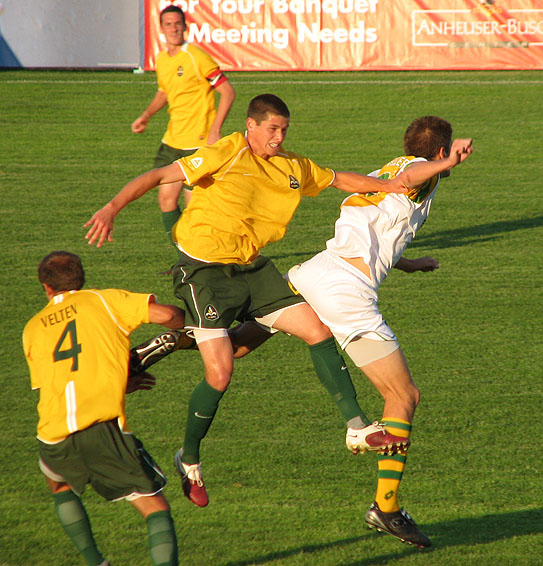
Joueurs d'AC St Louis en 2010

Vous pouvez aider à l'améliorer ou bien discuter des problèmes sur sa page de discussion.
- Il ne cite pas suffisamment ses sources. Vous pouvez indiquer les passages à sourcer avec {{référence nécessaire}} ou {{Référence souhaitée}}, et inclure les références utiles en les liant aux notes de bas de page. (Marqué depuis avril 2024)
- Certaines informations devraient être mieux reliées aux sources mentionnées dans la bibliographie ou les liens externes. Améliorez sa vérifiabilité en les associant par des références. (Marqué depuis avril 2024)
- Il ne s’appuie pas, ou pas assez, sur des sources secondaires ou tertiaires. (Marqué depuis avril 2024)

- Archive Wikiwix
- Bing
- Cairn
- DuckDuckGo
- E. Universalis
- Gallica
- Google
- G. Books
- G. News
- G. Scholar
- Persée
- Qwant
- (zh) Baidu
- (ru) Yandex
- (wd) trouver des œuvres sur Wikidata

L'Athletic Club of St. Louis, ou plus simplement AC St. Louis, était une équipe professionnelle américaine de football basée à  Saint Louis dans le Missouri.

## Histoire
Créée en décembre 2009, elle participe lors de sa première et unique saison à USSF Division 2 Professional League, deuxième niveau du championnat nord-américain après la Major League Soccer. Le club est dissous en 2011 à la suite de difficultés financières.